# Gyda Anundsdotter de Suecia
Gyda Anundsdotter de Suecia, también conocida como Guda y Gunnhildr (falleció c. 1048/1049), fue una princesa sueca de la época vikinga y reina consorte de Dinamarca como la primera esposa de Svend II de Dinamarca.

## Biografía
Hay poca información sobre Gyda; la fuente principal proviene del eclesiástico cronista alemán Adán de Bremen (c. 1075). De acuerdo con el historiador Saxo Grammaticus y los anales islandeses, fue la hija del rey sueco Anund Jacobo (1022-c. 1050). Su madre entonces sería Gunnhildr Sveinnsdóttir. Adán de Bremen, sin embargo, no dice que Anund y Gunnhildr tuvieron hijos. Es también posible que haya sido hija de Anund y de otra mujer.
Gyda se casó con Svend II de Dinamarca, quizás en 1047 o 1048. La fecha no puede ser confirmada, y es posible que se hayan casado durante el tiempo en el que Svend vivió en exilio en la corte sueca. Después de un breve matrimonio, ella murió. Según Adán de Bremen, fue envenenada por la concubina de Svend, llamada Thora. Se desconoce si alguno de los numerosos hijos de Svend eran también hijos de Gyda. Su supuesto padre, Anund, murió en c. 1050, y su esposa Gunnhildr le sobrevivió. Por ese tiempo, el viudo de Gyda, Svend, se casó con una mujer también llamada Gunnhildr. Es posible que haya sido la madre o madrastra de Gyda, aunque varios historiadores modernos sostienen que existían dos Gunnhildr diferentes, una reina sueca y una danesa, respectivamente. La Crónica de Bremen habla de una carta presuntamente escrita por el arzobispo Adalberto de Hamburgo, el cual dice que Gunnhildr era la "madre" (suegra) de Svend. En todo caso, Svend y Gunnhildr pronto fueron obligados a separarse por el arzobispo de Hamburgo, debido a su parentesco cercano.
Gyda ha sido a menudo confundida con su supuesta madre (o madrastra) Gunnhildr, ya que sus nombres eran similares, y porque supuestamente ambas se casaron con Svend. Ambas eran conocidas como Gunnhildr, Guda o Gyda.